# Echeveria simulans
Echeveria simulans är en fetbladsväxtart som beskrevs av Joseph Nelson Rose. Echeveria simulans ingår i släktet Echeveria och familjen fetbladsväxter. Inga underarter finns listade i Catalogue of Life.